# Lophius piscatorius
Lophius piscatorius é uma espécie de tamboril da família Lophiidae da ordem Lophiiformes, com distribuição natural nas águas costeiras profundas da plataforma continental e do talude continental do nordeste do Oceano Atlântico, desde o Mar de Barents ao Estreito de Gibraltar, no Mediterrâneo e no Mar Negro. A espécie é objecto de importante pescaria comercial no noroeste da Península Ibérica e no Mar da Irlanda.

## Descrição
Possui cabeça muito grande, larga, achatada e abatida; o resto do corpo parece ser um mero apêndice. A boca larga estende-se por toda a circunferência anterior da cabeça, e ambas as mandíbulas são armadas com faixas de dentes longos e pontiagudos, inclinados para dentro e que podem ser rebatidos de modo a não oferecer nenhum impedimento a um objeto que deslize em direção ao estômago, mas capazes de impedir que a presa escape pela boca.
As barbatanas peitorais e pélvicas são articuladas de forma a desempenhar as funções de pés, de modo que o peixe é capaz de caminhar ao longo do fundo do mar, onde geralmente se esconde na areia ou entre algas. Ao redor da cabeça e ao longo do corpo, a pele apresenta apêndices franjados que lembram pequenas algas marinhas, estrutura que combinada com a extraordinária faculdade de assimilar a cor do corpo ao seu entorno, auxilia muito este peixe na camuflagem nos locais que seleciona devido à abundância de presas. Não tem escamas.
A desova destes peixes consiste na libertação dos ovos agregados numa tira fina de material gelatinoso transparente com 2–3 cm de largura e até 7,5 m de comprimento flutuando livremente na água. Os ovos nesta folha estão em uma única camada, cada um em sua pequena cavidade. As larvas nadam livremente e suas barbatanas pélvicas são alongadas em filamentos. Um tamboril macho amadurece aos 4 anos de idade e chega a ter 40 cm de comprimento, enquanto as fêmeas levam 2 anos a mais para amadurecer.
O peixe tem longos filamentos ao longo da região mediana da cabeça, que são, na verdade, os três primeiros espinhos destacados e modificados da barbatana dorsal anterior. O filamento mais diferenciado é o primeiro, que é o mais longo e termina numa massa bolbosa carnuda (a esca), e pode ser movido em todas as direções. Acredita-se que este peixes atraem outros por meio de sua isca, que depois predam com suas enormes mandíbulas. Embora seja considerado provável que peixes menores sejam atraídos dessa forma, experiências mostraram que as ações da mandíbula são automáticas e dependem do contato da presa com o ilício. O estômago destes peixes é expansível e não é incomum que engulam presas do seu próprio tamanho.

## Galeria

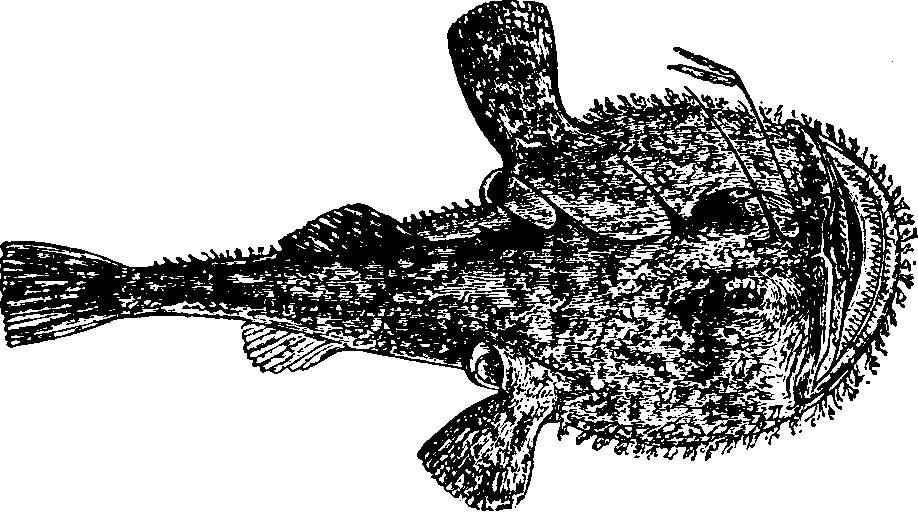
Vista dorsal de Lophius piscatorius.
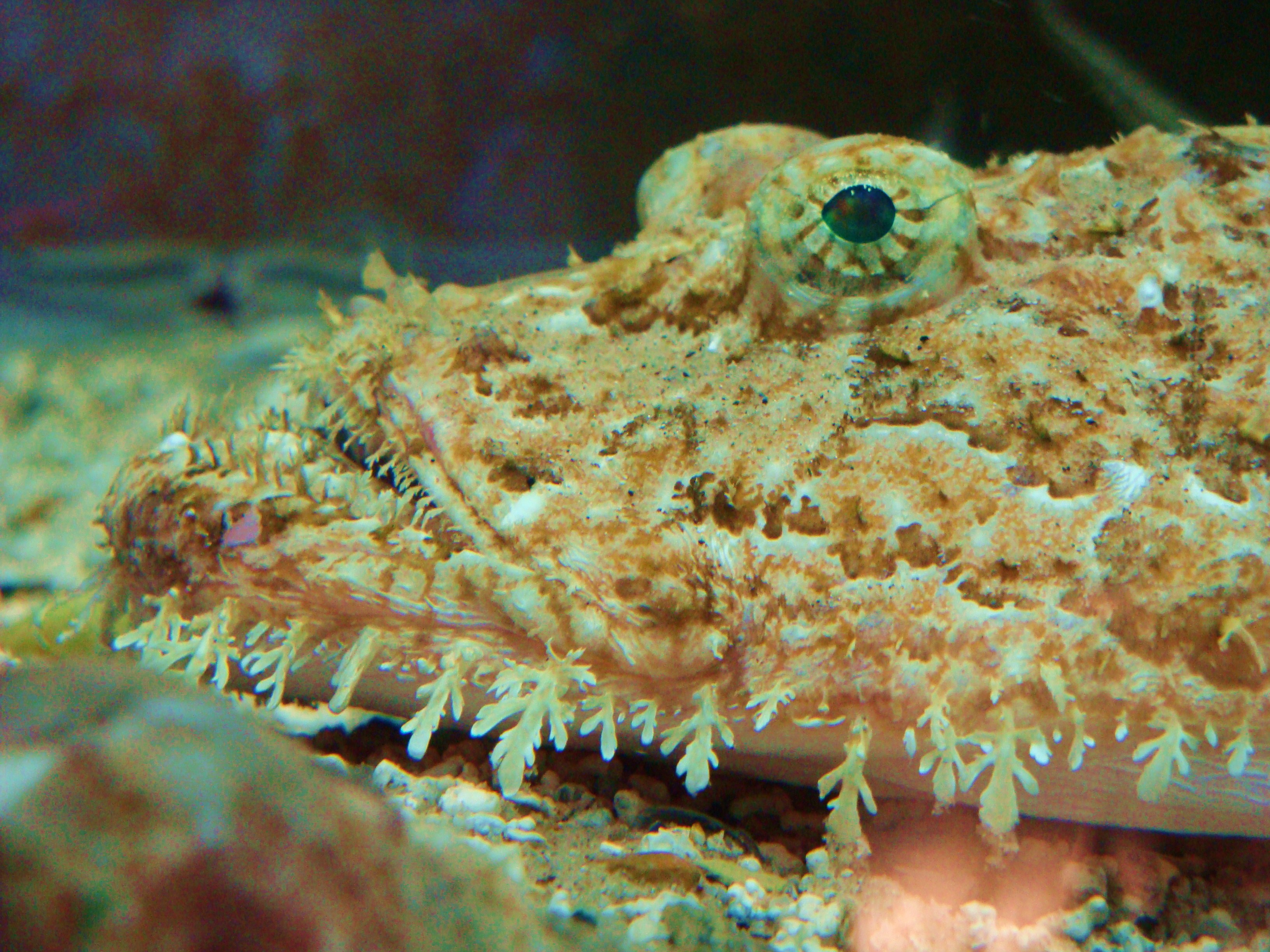
Cabeça
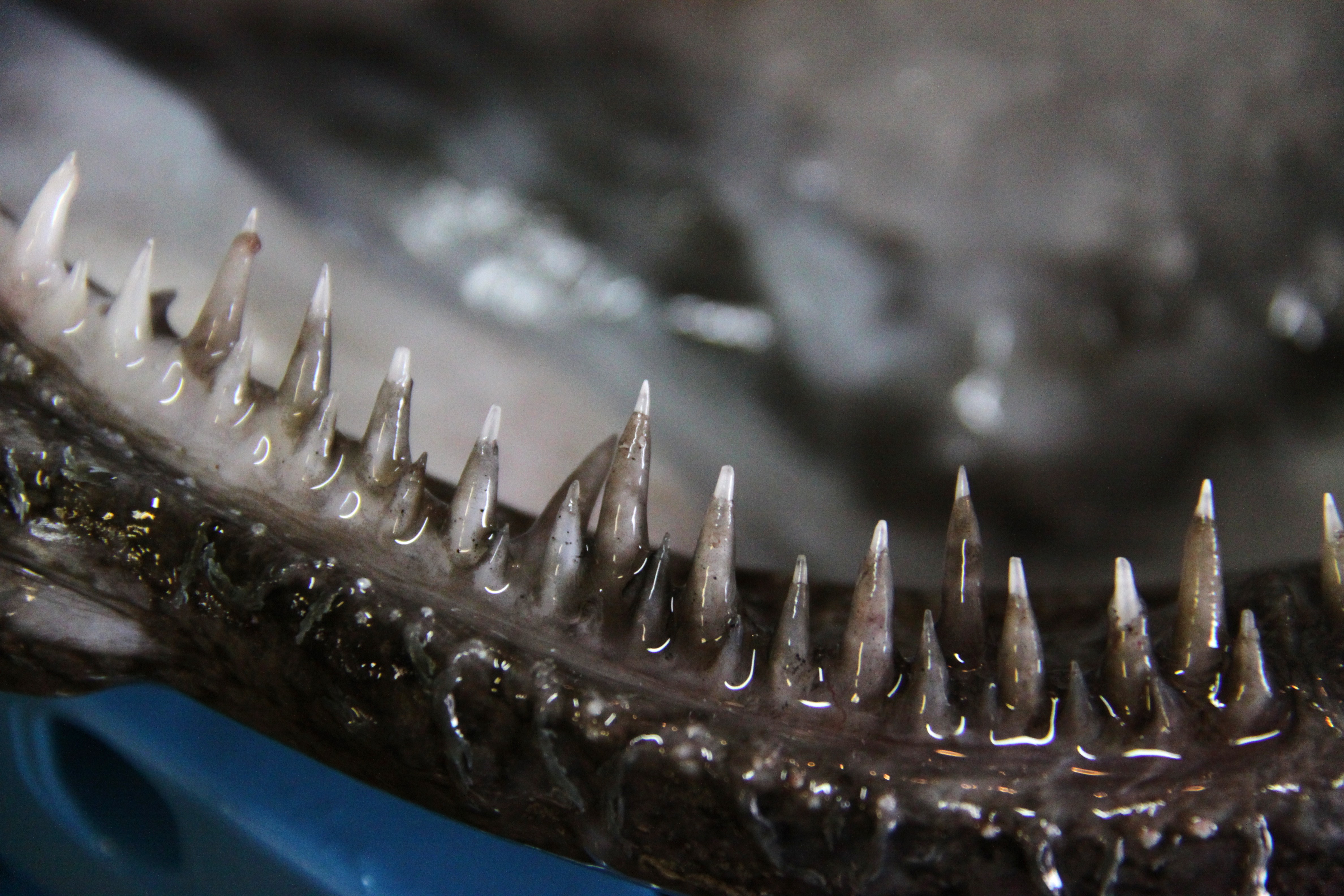
Dentição
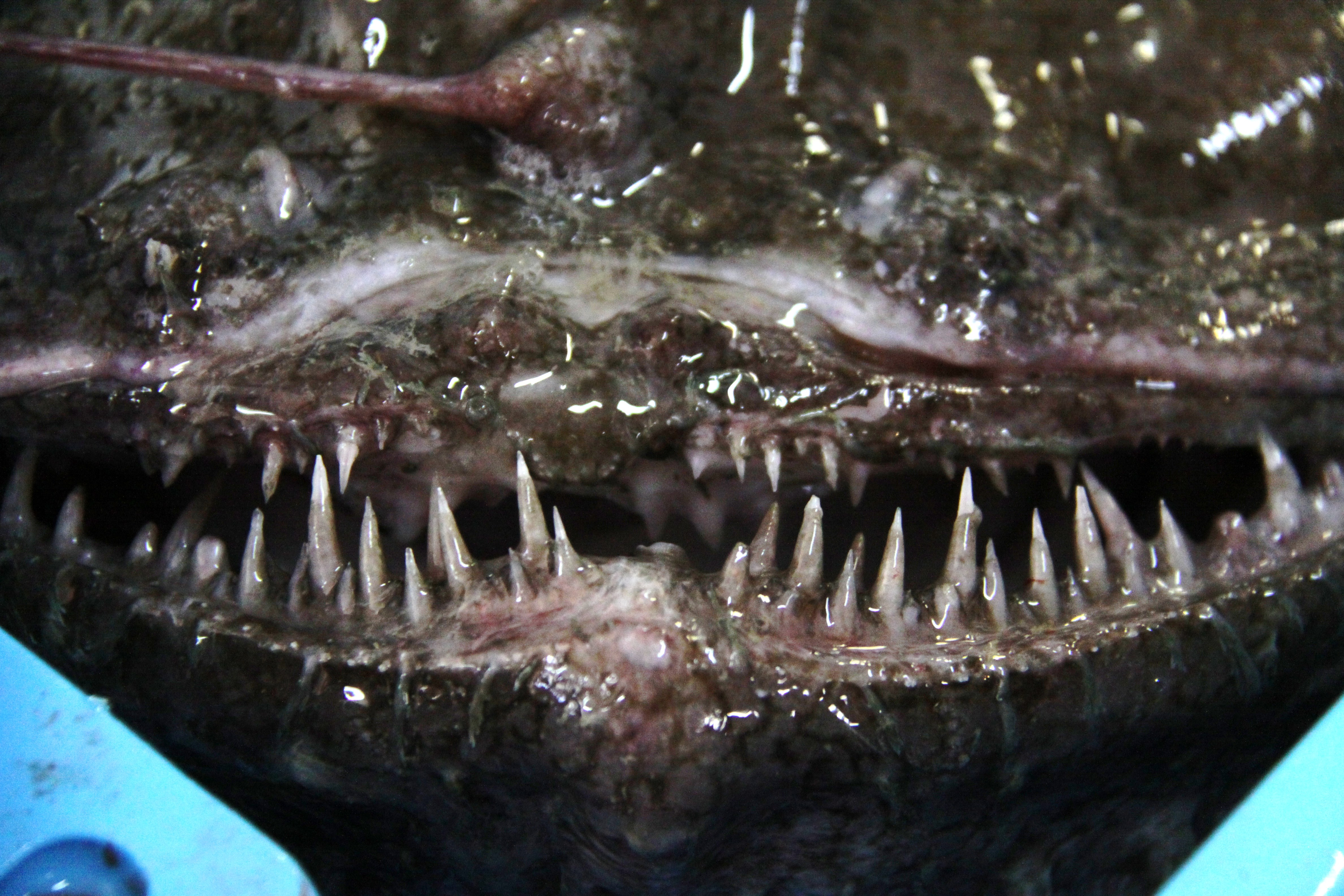
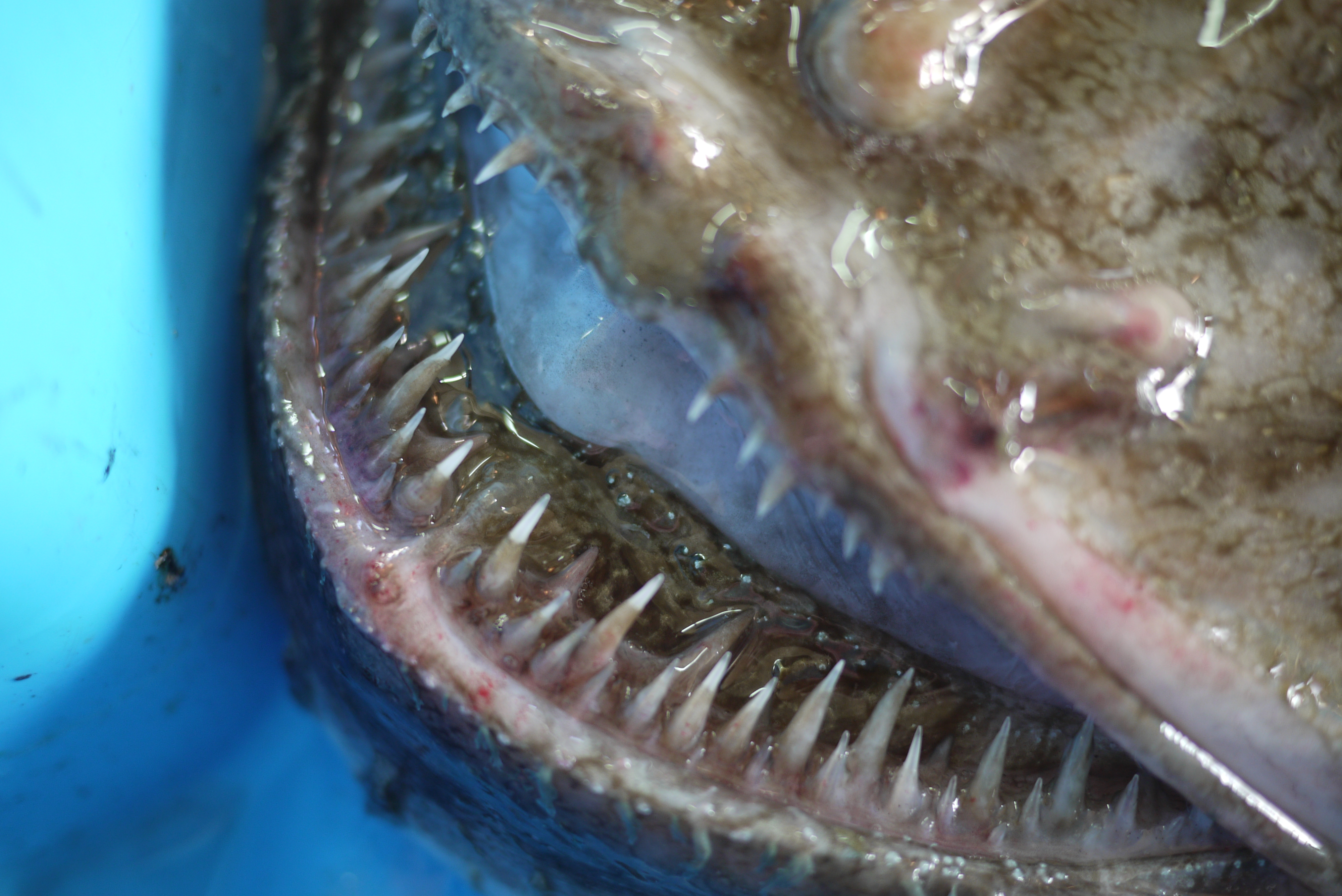
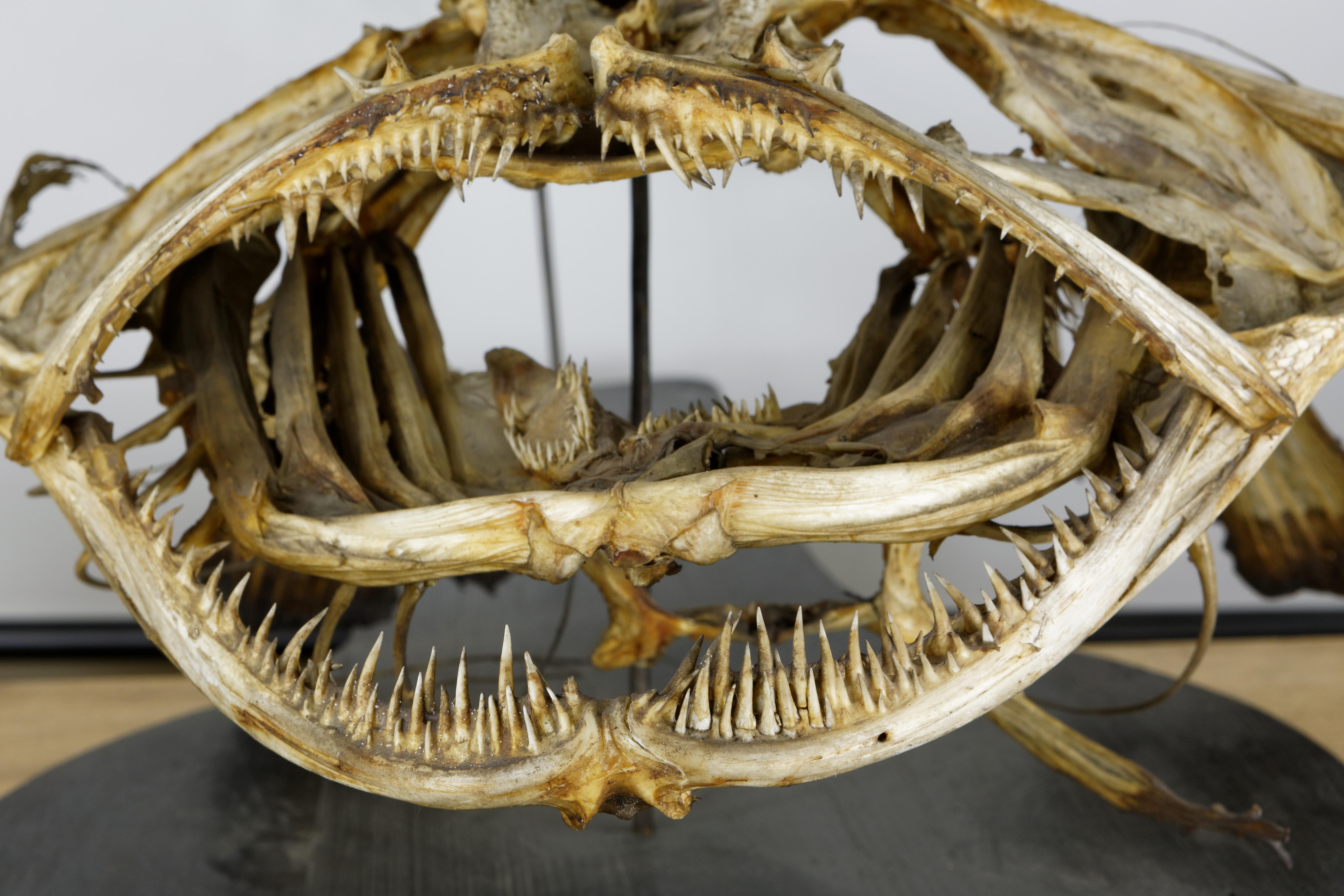
Dupla linha de dentes - UPMC
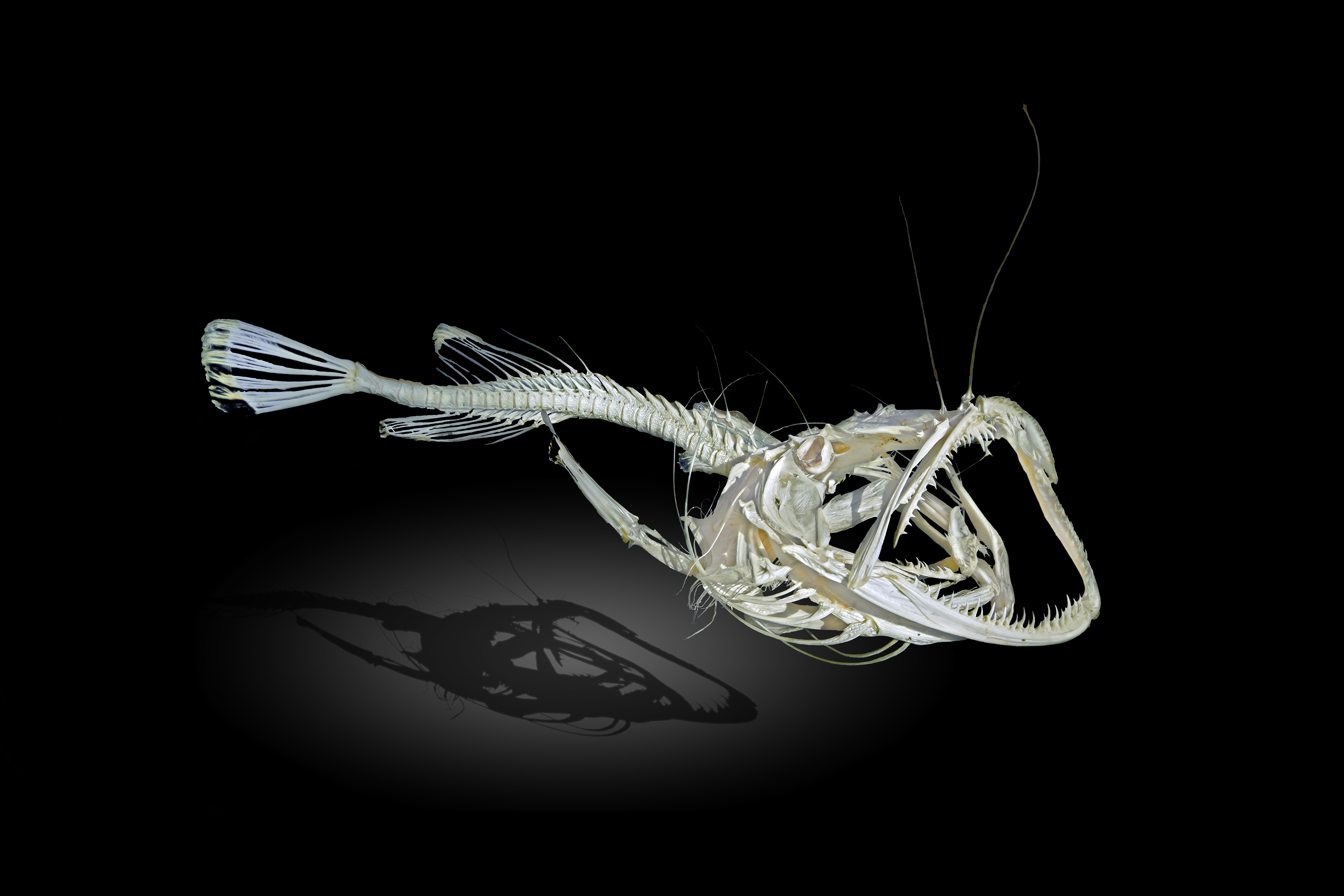
Esqueleto (Muséum de Toulouse - MHNT).
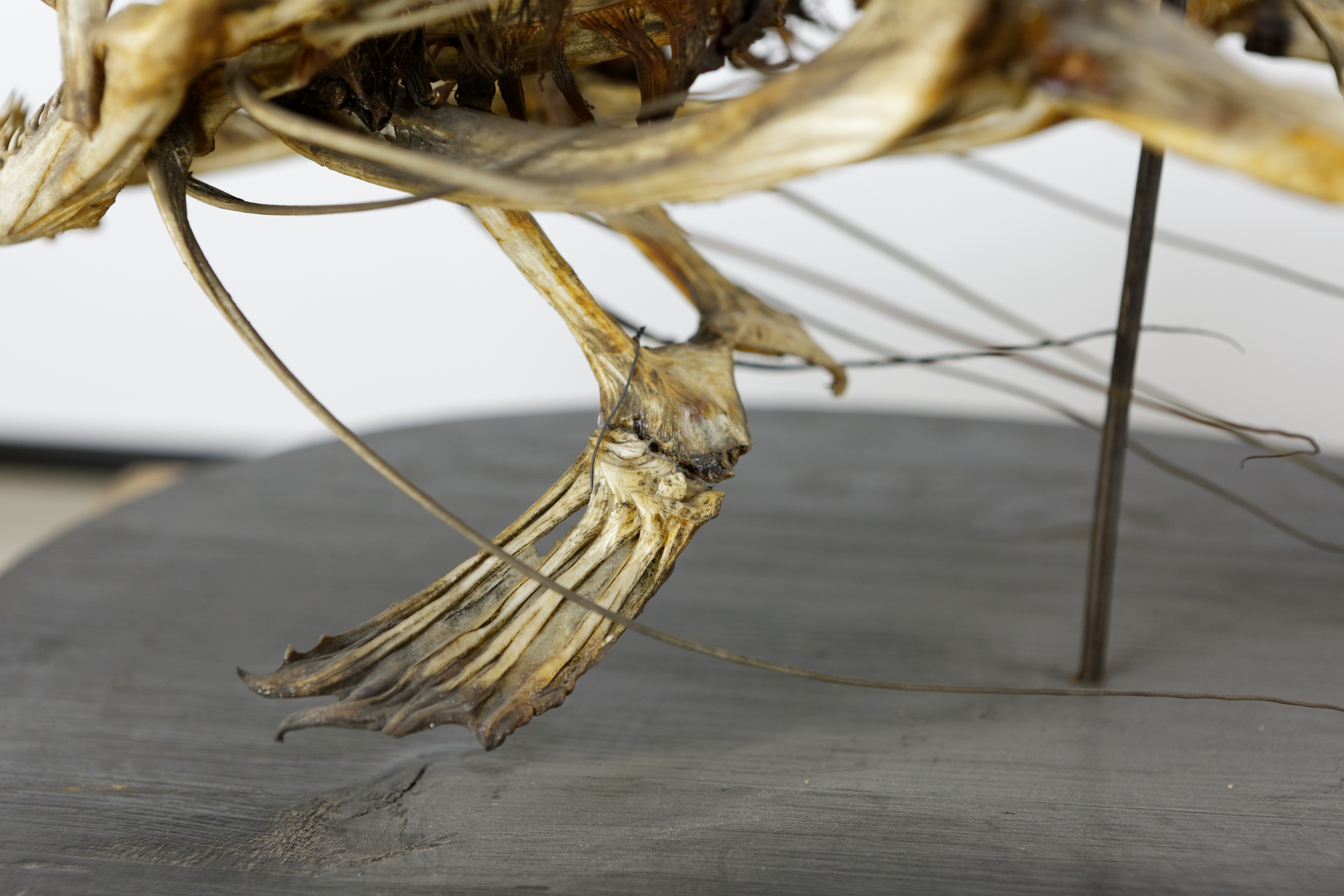
Barbatana pélvica - UPMC
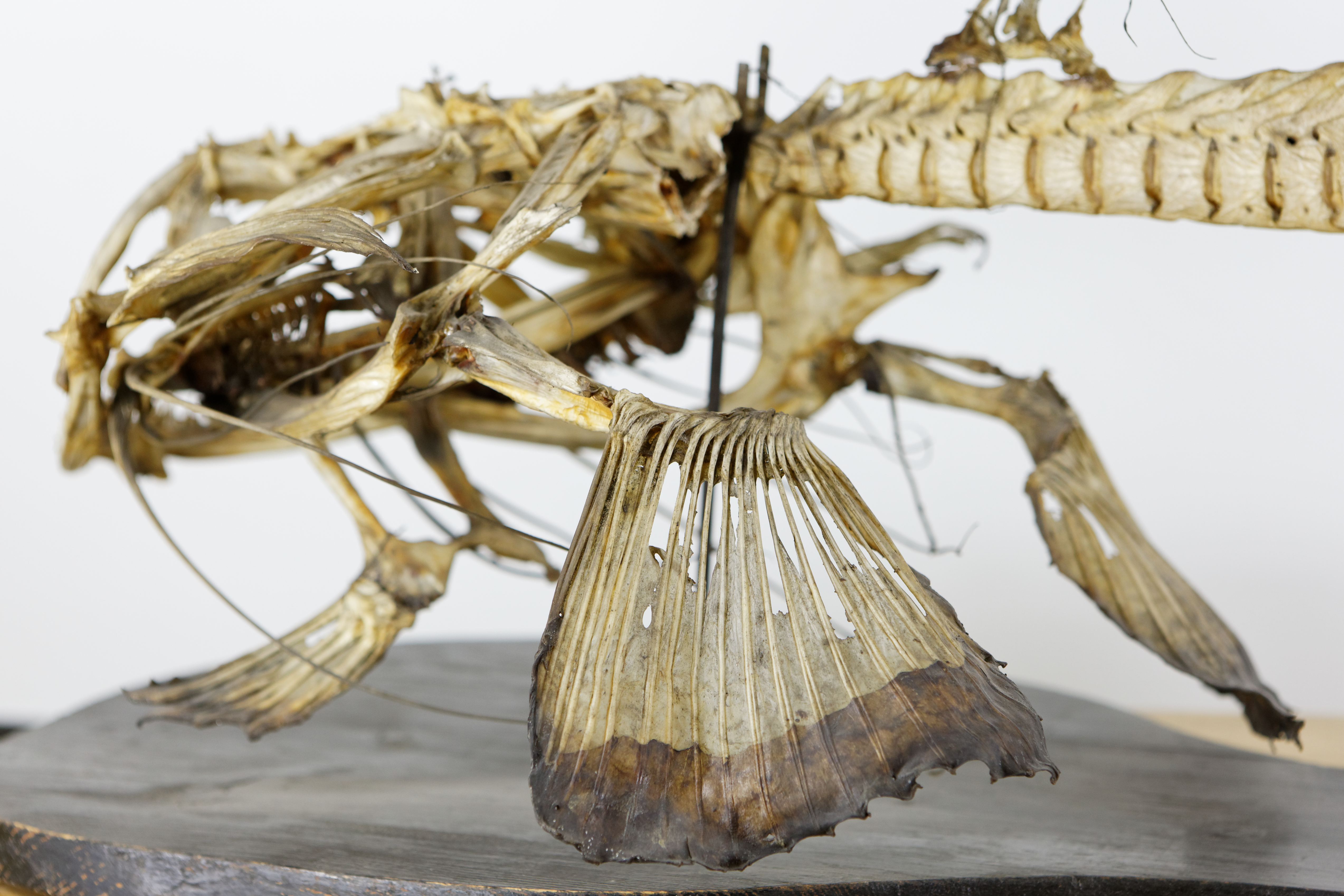
Barbatana peitoral - UPMC